# Gemini 7
Gemini 7 fue una misión espacial tripulada del programa Gemini, de la NASA, realizada en diciembre de 1965. Fue el cuarto vuelo tripulado del programa Gemini, y el duodécimo del programa espacial estadounidense. El Gemini 7 realizó junto al Gemini 6, lanzado por las mismas fechas, la primera maniobra de encuentro espacial (rendevous) entre dos naves tripuladas estadounidenses.

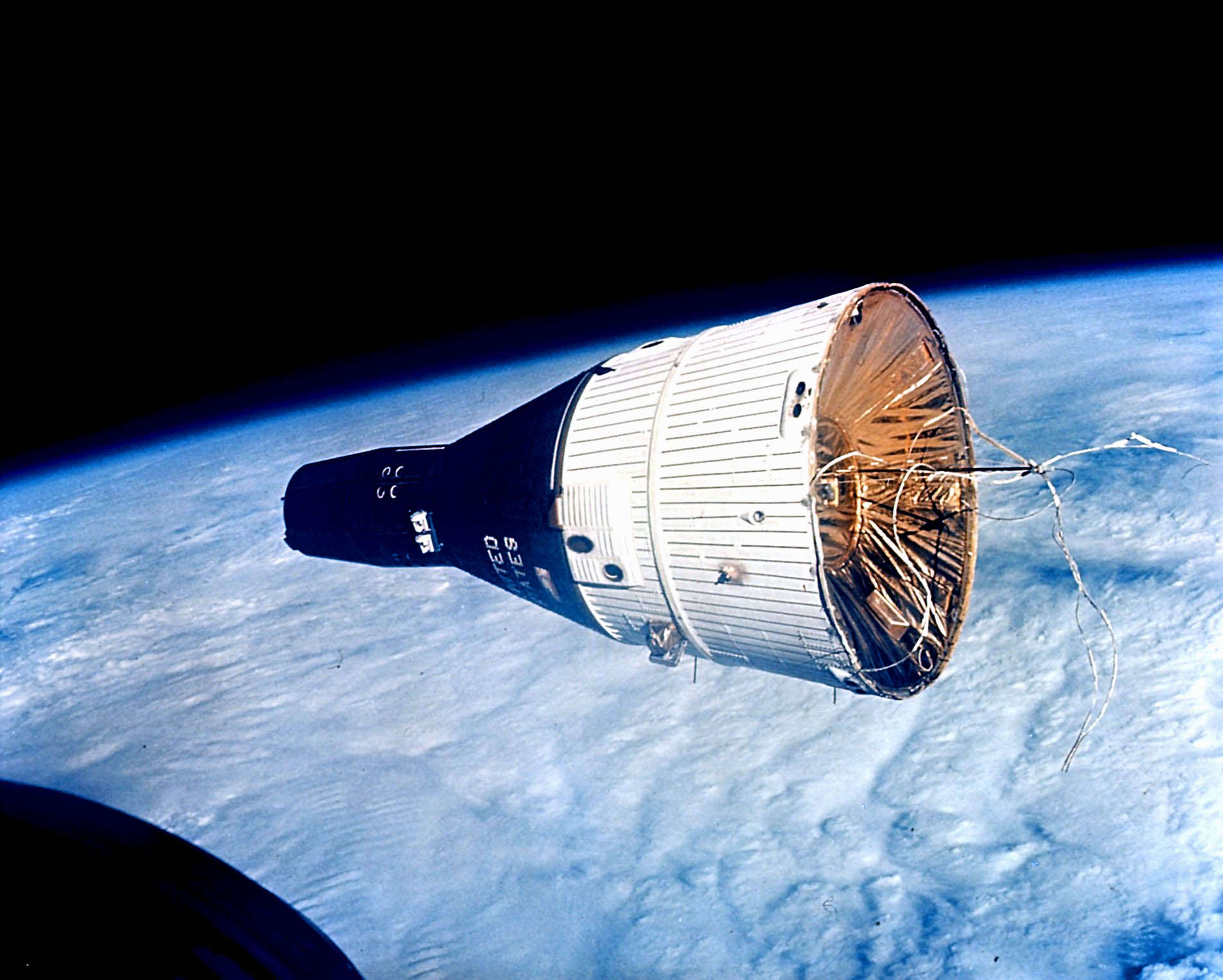
Gemini 6 visto desde el Gemini 7.

## Tripulación
- Frank Borman, Comandante
- James A. Lovell, Piloto

### Tripulación de reemplazo
- Edward White, Comandante
- Michael Collins, Piloto